# Diplopeltis intermedius
Diplopeltis intermedius är en rundmaskart. Diplopeltis intermedius ingår i släktet Diplopeltis, och familjen Axonolaimidae. Arten är reproducerande i Sverige.